# Walking to Church
Walking to Church, em Língua portuguesa: Caminhando para a igreja, é uma pintura a óleo produzida pelo americano Norman Rockwell em 1952, pintado para a capa do dia 4 de abril de 1953 do The Saturday Evening Post.
A pintura retrata uma mulher e algumas crianças caminhando para a igreja através de uma rua da cidade. Walking to Church permaneceu por um longo tempo no Museu Norman Rockwell até sua venda em 2013.

## Venda de 2013
Walking to Church foi vendido por 3,2 milhões de dólares (incluindo o prêmio do comprador) pelos leiloeiros da Sotheby's em Nova Iorque, em dezembro de 2013.